# Pasta termoconduttiva

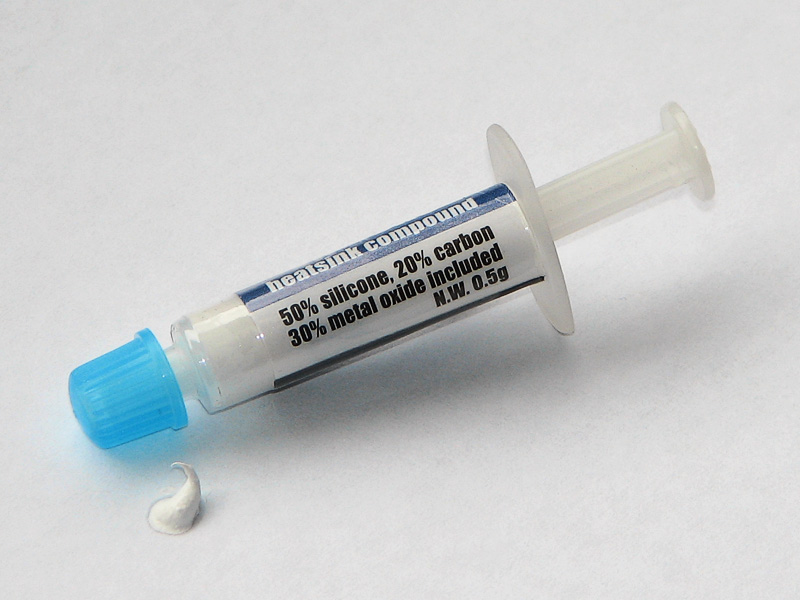
Pasta termoconduttiva siliconica.

La pasta termoconduttiva, colloquialmente anche pasta termica, è una pasta spesso di colore bianco (la più usata), caratterizzata da un'elevata conducibilità termica e un elevato peso specifico. La sua funzione consiste nell'eliminare il velo di aria inevitabilmente presente tra il package di un dispositivo elettronico e il dissipatore di calore causato dalla base del dissipatore non perfettamente piana. Essendo l'aria un cattivo conduttore di calore, la sua presenza tra le superfici accoppiate diminuirebbe l'efficienza del trasferimento di calore tra il dispositivo che lo genera e il dissipatore; viene usata principalmente in ambito informatico e in elettronica in genere. Questo tipo di pasta viene anche utilizzata nel pannello solare termico con tubi sottovuoto di tipo Heat Pipe per migliorare la conducibilità termica tra le "teste" dei tubi e il collettore sovrastante a contatto con l'acqua.

## Tipi
La pasta termoconduttiva e il grasso termico può essere di vari tipi, tra cui: a base di argento, a base di ceramica, siliconica con polveri di zinco (a base di silicati, il silicone è termicamente isolante quindi non idoneo ad un qualsivoglia trasferimento di calore), a base di diamanti sintetici o il tipo più recente chiamato metallo liquido. Molte paste termoconduttive, soprattutto ad alte prestazioni, a causa delle loro componenti metalliche sono anche elettroconduttive: è quindi necessario prestare la massima attenzione al dosaggio, altrimenti si rischia di creare dei falsi contatti in grado di danneggiare i componenti elettronici.
Esistono anche paste termoconduttive adesive (chiamate spesso colle termoconduttive); grazie al suo forte potere collante, stabile anche ad alte temperature, la pasta termoconduttiva adesiva viene impiegata per attaccare i dissipatori ai chip che ne hanno bisogno, nei casi in cui la scheda non presenti i contatti meccanici necessari al montaggio nel modo tradizionale. Le paste di questo tipo sono comunemente costituite da resine epossidiche.
In alcuni casi, al posto della comune pasta termoconduttiva o della colla termoconduttiva è possibile utilizzare un pad termico. Esso è un foglio adesivo (su un solo lato) o biadesivo (cioè con entrambe le facce collanti) termoconduttivo, tipicamente di cianoacrilato, disponibile in varie dimensioni. È possibile, se necessario, tagliarlo in pezzi più piccoli. La sua conducibilità termica è però spesso inferiore a quella delle vere paste o colle termoconduttive.

## Usi
La pasta si spalma sulla zona del dissipatore dove viene montato il dispositivo elettronico, che può essere un transistor, triac, mosfet, resistore ed altri, in particolare CPU e GPU, che, dato il loro elevato consumo di energia, concentrato in pochi centimetri quadri, necessitano di una ventola, solidale al dissipatore, con la funzione di sottrarre rapidamente calore dal dissipatore e trasferirlo all'aria circostante.

## Metodi d'applicazione
La pasta termica può essere applicata in vari modi, anche in base alle forme della superficie calda che deve andare a contatto con il dissipatore, come può essere l'IHS (Integrated Heat Spreader) di alcune CPU:
- Goccia o chicco, si applica al centro dell'elemento da raffreddare, adatto per superfici quadrate o rotonde
- Striscia singola, variante del metodo a goccia, adatto per superfici molto allungate
- Spalmata, si applica su tutta la superficie tramite una paletta, in modo da ottenere uno spessore costante della pasta termica, adatta per tutte le superfici, ma può creare problemi di bolle che possono rimanere intrappolate
- X, tecnica che s'interpone tra "goccia" e "spalmata" adatta per superfici quadrate grandi
- Linee, si applicano più linee parallele tra loro, è una variante della soluzione "X", adatta a tutte le forme
- Hi5 o 5 gocce, variante della tecnica a "X" dove si appongono 5 gocce in modo da formare una X, permettendo un uso minore della pasta termica ed ottenere uno spessore più omogeneo.